# Nhà quản lý nghệ sĩ
Nhà quản lý nghệ sĩ, còn được hiểu như nhà quản lý tài năng hay nhà quản lý ban nhạc, là một cá nhân hay một công ty tham gia vào việc hướng dẫn sự nghiệp chuyên môn của các nghệ sĩ trong ngành công nghiệp giải trí. Trách nhiệm của họ là giám sát công việc kinh doanh thường ngày của một nghệ sĩ, tư vấn và bàn thảo với nghệ sĩ về những vấn đề chuyên môn, những kế hoạch dài hạn, những quyết định cá nhân có thể ảnh hưởng đến sự nghiệp của họ.
Vai trò và trách nhiệm của một nhà quản lý nghệ sĩ thay đổi chút ít từ ngành này cho đến ngành khác, như thực hiện tiền hoa hồng mà người quản lý có quyền. Ví dụ: những nhiệm vụ của một nhà quản lý âm nhạc khác với những người quản lý đi tư vấn cho các diễn viên, nhà văn hay đạo diễn. Một người quản lý con có thể giúp các nghệ sĩ tìm người đại diện hay giúp họ quyết định khi nào thì rời khỏi người
đại diện hiện tại và định danh xem ai để lựa chọn như một người đại diện mới. Người đại diện tài năng có thẩm quyền thực hiện những giao dịch cho thân chủ của mình trong khi những nhà quản lý thường chỉ có thể không chính thức thiết lập mối quan hệ với các nhà sản xuất và phòng thu hay hãng phim chứ không có khả năng thương lượng hợp đồng.

## Những nhà quản lý tiêu biểu

### Trong nước
- Nguyễn Duy Khánh
- Hoàng Tuấn
- Đức Trí
- Nguyễn Quang Huy

### Hải ngoại
- Tô Văn Lai
- Anh Bằng
- Nguyễn Bích Lan
- Trần Thăng